# Тиккун
Тиккун (ивр. תִיקוּן‎ — «исправление»), также тиккун олам (תִיקוּן עוֹלָם‎ или תִקוּן עוֹלָם‎ — «исправление мира») — понятие в каббале, процесс исправления мира, потерявшего свою гармонию в результате швират келим. Главным исполнителем служит Мессия, а инструментом — божественный свет, который проистекает из оставшихся целыми сфирот. Они способствуют образованию парцуфим, как космических личностей, обладающих самосознанием. В процессе тиккун образуется 5 парцуфим. После образования ими нового Адама Кадмона процесс тиккун в основном завершается, но некоторые заключительные действия предоставляется совершить человеку.
Важную роль в процессе тиккун занимает история еврейского народа, который рассеявшись вновь будет собран, а клипот будут лишены захваченного ими света. Главное средство осуществления тиккун человеком заключается в приобщении его к святости через Тору и молитву. Каждое деяние человека воздействует на внутреннюю структуру миров и это влияние тем значительнее, чем осознаннее поступает человек.

## Частное исправление
Согласно лурианской каббале, тиккун внешних аспектов не входит в задачу человека, сфера его деятельности интроспективна и в иерархическом порядке творения занимает низшее положение. Если человек будет следовать своему призванию, то будут возбуждены маим нукбин и тиккун внешних миров завершится верхним светом, сокрытым в парцуф Атика и долженствующим обнаружиться только в мессианские времена.

## Гмар тиккун
Гмар тиккун (конечное исправление) — конечное состояние всего мироздания, когда самая низшая точка творения достигает того же состояния, что и самая высшая. Полное исправление всех свойств, и полное слияние с Творцом.
Конец исправления не приносит с собой ничего нового, ранее неизвестного, а с помощью света Атика соединится весь ман и мад, все зивуги и все ступени, вышедшие в течение 6000 лет, один за другим, соединятся в одну ступень, с помощью которой всё исправится. А после того, как соберутся вместе, произойдёт один большой зивуг, называемый
«Рав Паалим у Мекабциэль», благословляющий её и украшающий её, когда все творения благословляются и украшаются одновременно, и тогда заканчивается исправление, называемое украшением короны невесты. Поглощена будет смерть навеки, и отрет Господь Бог слезы со всех лиц, и снимет поношение с народа Своего по всей земле; ибо так говорит Господь. (Ис. 25:8).